# Richard Ramirez
Ricardo "Richard" Leyva Muñoz Ramirez, känd som The Night Stalker, född 29 februari 1960 i El Paso i Texas, död 7 juni 2013 i Greenbrae i Marin County, Kalifornien, var en amerikansk seriemördare, våldtäktsman, inbrottstjuv och satanist som härjade i Kalifornien 1984–1985. Ramirez uttalade sig i en intervju med New York Post att han såg upp till karaktären Buffalo Bill i filmen När lammen tystnar, som spelades av skådespelaren Ted Levine.

## Bakgrund
Richard Ramirez föddes i El Paso i Texas och var son till Julian Ramirez och Mercedes Munoz. Hans mor jobbade i en skofabrik och hans pappa var arméveteran. Hans barndomsvänner har beskrivit honom som en ensamvarg under sina tidiga år.
Ramirez växte upp i en kristen familj med fyra syskon. Som ung togs han om hand av en barnvakt och brukade leka i trädgården ensam. När han var två år sträckte han sig efter en radio på en byrå som sedan föll på hans huvud. Detta resulterade i 30 stygn och hjärnskakning. År 1965 befann sig Ramirez på en lekpark när han träffades av en gunga i huvudet och blev medvetslös. Han fördes till sjukhus och återvände hem med flera stygn. I femte klass blev Ramirez föräldrar oroliga, då han började få anfall. Det är oklart om skadorna var orsaken, men han diagnostiserades med epilepsi.
Ramirez kusin Mike var vietnamveteran och visade barnen bilder på vietnamesiska fångar som han hade våldtagit och mördat under Vietnamkriget. Ramirez såg upp till sin kusin. Mike skröt mycket om det han hade gjort och visade Ramirez foton av minst 20 kvinnor som han hade våldtagit och mördat. Han lärde även honom saker som han lärt sig i kriget och som soldat. Mikes hustru ogillade att han tillbringade så mycket tid med sina kusiner, vilket resulterade i bråk. Mike sköt till slut sin fru med en revolver framför Ramirez. Ramirez har i sin fångenskap sagt att bilderna och kusinens grymma historier gjorde honom sexuellt upphetsad. Han har även sagt att han alltid, så länge han kan minnas, har varit fascinerad av Dracula, skräckfilmer och det ockulta (bland annat satanism) och att hans djävulsdyrkan säkerligen utvecklades ifrån denna fascination. Han beundrade Jack Uppskäraren och intresserade sig för andra seriemördare.
En dag när Ramirez misskött sig tog hans far honom till en kyrkogård, där han lämnade honom fastkedjad över natten. Familjen bodde i ett farligt område med utbredd fattigdom och det sägs att läraren som undervisade Ramirez och hans bröder i skolan var pedofil. Han brukade bjuda hem Richards bröder som där gav honom sexuella tjänster. Om Richard Ramirez själv någon gång besökte lärarens hus är oklart, trots att en kontakt till familjen sade sig se honom gå in där en gång.
Richard Ramirez familj besökte ofta kyrkan och deltog i traditionella kristna mässor. Ramirez, som började få tankar som han skämdes för, där han tänkte på mord och sadistiskt sex, kände att "gud hade övergivit honom". När han hamnade i fängelse för bilstöld en kortare period, började han där vända sig emot kristendomen, då hans cellkamrat, som var satanist, sade att han inte borde "dyrka en gud som inte vill ha honom", utan hellre dyrka djävulen "som accepterar honom för den han är".

## Morden
Den 28 juni 1984 skedde den första attacken i Los Angeles. På natten smög sig Ramirez in i ett hus tillhörande 79-åriga Jennie Vincow. Väl inne skar han av hennes hals och högg henne ett flertal gånger. Kroppen påträffades dagen därpå. Efter detta dåd följde en rad liknande inbrott som satte skräck i Los Angeles.
Ramirez åkte runt på nätterna i stulna bilar och letade efter hus han tyckte såg lovande ut. De flesta dåden skedde genom att han smög sig in genom öppna fönster eller dörrar. Väl inne mördade han först männen i husen, sedan våldtog han kvinnorna, och därpå letade han igenom husen efter pengar, smycken, videobandspelare och radioapparater och annat av värde. Något man märkte med Ramirez var att han gillade att se människor skräckslagna. Han drog ofta ut på morden och var även förvånansvärt bekväm, exempelvis när han åt en melon efter att han våldtagit Sakina Abowath och mördat hennes make, 35-årige Elyas Abowath.
Totalt föll 43 hushåll offer för "The Night Stalker", som media kallade Ramirez. Inbrott, rån, brutala mord, mordförsök och våldtäkter skakade området. Dåden blev uppmärksammade för sin utstuderade brutalitet och de satanistmärken som Ramirez lämnade efter sig på några av mordplatserna efter att ha vänt upp och ned på inredningen i jakten på sådant han kunde sälja på gatan för att få råd med de droger han ofta använde, bland annat marijuana och kokain.

## Fångenskap och dom
Den 31 augusti 1985 hade Ramirez härjat i Los Angeles-området i drygt ett år, och polisen hade kommit honom på spåren. Han hade precis återvänt efter att ha besökt sin bror i Tucson, och ovetande om att hans bild fanns i tidningen gick han in i en livsmedelsbutik. Där kände de uppjagade Los Angeles-borna igen hans ansikte. Omedelbart flydde Ramirez från den arga mobben som bildats bakom honom under flykten, men de kom ikapp honom. Folksamlingen misshandlade Ramirez och polisen anlände snabbt till platsen och grep honom.
Den 7 november 1989 dömdes Ramirez efter en långvarig rättegång till döden för 13 mord, 5 mordförsök, 11 våldtäkter och 14 inbrott. Han satt inspärrad på San Quentin i väntan på avrättning som sköts upp på grund av överklaganden och nya anklagelser.

## Död
Den 7 juni 2013 avled Ramirez av naturliga orsaker på Marin General Hospital i Greenbrae i Marin County i Kalifornien, dit han överförts från San Quentin-fängelset för att få vård. Strax före sin död blev Ramirez intervjuad i New York Post i vilken han berättade att han såg upp till karaktären Buffalo Bill i filmen När lammen tystnar, som spelades av skådespelaren Ted Levine.